# Ninja Warrior
Cet article concerne la version japonaise de Ninja Warrior. Pour la version française, voir Ninja Warrior, le parcours des héros.
Ninja Warrior est un jeu télévisé japonais diffusé au Japon depuis le 26 septembre 1997 sur la chaîne TBS.

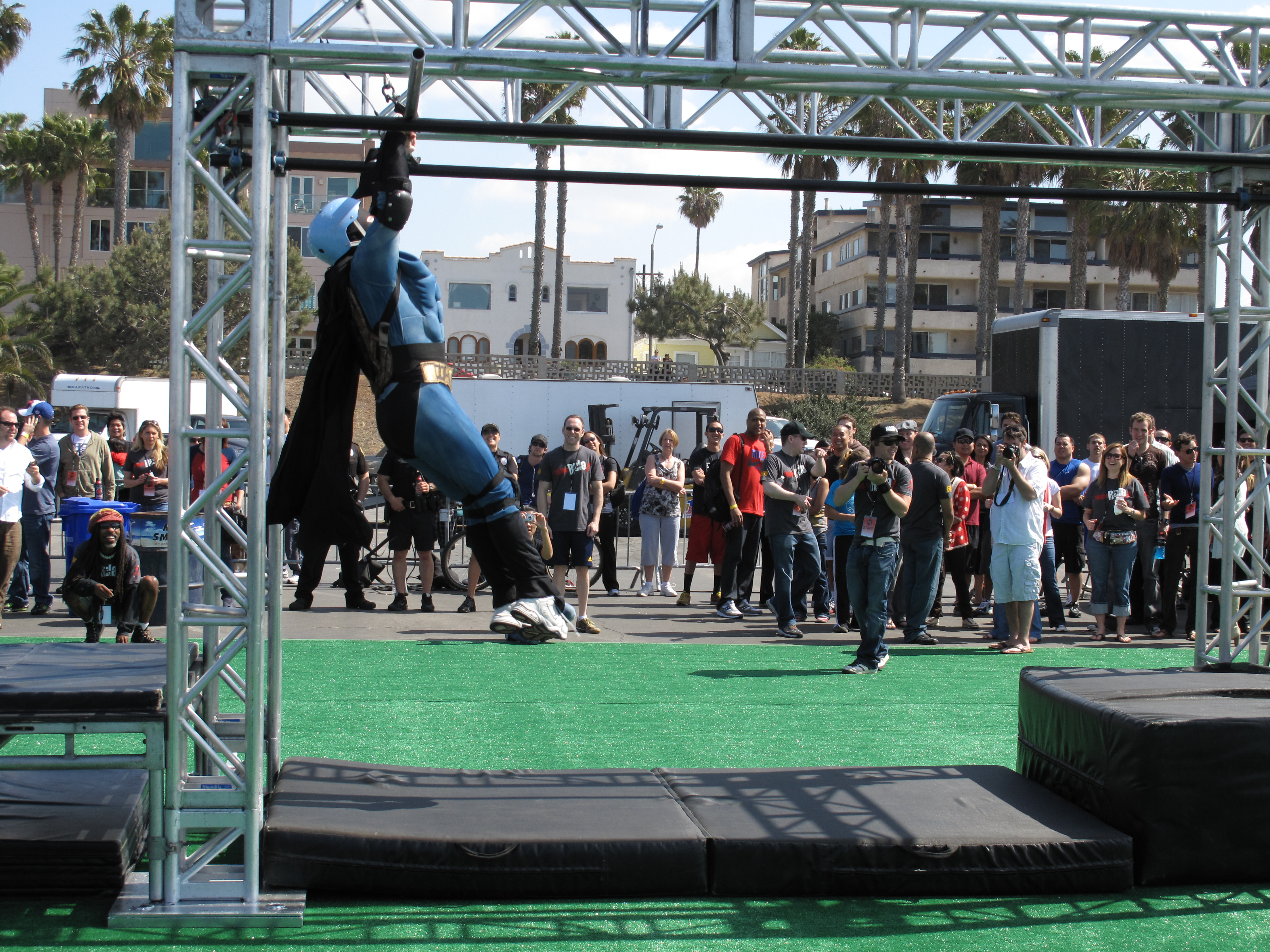
Candidat de la version américaine, déguisée en Batman

Le titre original de l'émission est Sasuke (サスケ) （devenu Sasuke Ninja Warrior depuis la 35e édition), probablement une référence au ninja Sarutobi Sasuke, héros de nombreux contes pour enfants. Le jeu consiste à franchir quatre épreuves physiques, où la difficulté va en grandissant.  

## Principe
Lors de chaque édition, 100 candidats préalablement sélectionnés, se lancent dans un parcours d'obstacles divisé en quatre étapes (nommés stages). 

### First Stage
Le First Stage teste les capacités athlétiques générales du candidat avec un parcours de 7 à 9 obstacles (selon les éditions). Pour accéder au stage suivant, le candidat doit appuyer sur le buzzer, situé en fin de course, avant la fin du temps imparti. En fonction de la difficulté et du nombre d'obstacles, le temps alloué au candidat varie de 60 secondes à 130 secondes. De plus, les femmes et les personnes de plus de 60 ans possèdent un bonus de 10 secondes qui s'ajoute à la durée initiale.

### Second Stage
Le Second Stage était concentré sur la vitesse du candidat. Mais au fil des éditions, des obstacles nécessitant de la force (comme le Salmon Ladder) se sont insérés dans le parcours composé de 6 à 8 nouveaux obstacles. Comme pour le First Stage, le candidat doit presser le buzzer à la fin du parcours avant la fin du temps imparti. Durant toutes les éditions, le temps alloué est inférieur à celui du First Stage (entre 60 et 110 secondes).

### Third Stage
Le Third Stage possède un parcours orienté vers la force physique et mentale. Contrairement aux autres stages, le Third Stage n'est pas chronométré : les candidats sont libres d'aller à leur rythme. Il n'est pas rare que tous les candidats restants soient éliminés lors de ce stage, mettant ainsi fin au tournoi. 

### Final Stage
Le Final Stage consiste à gravir une tour d'une vingtaine de mètres avant la fin du temps imparti. Au fil des éditions, le nombre d'obstacles est passé d'un seul à 3 (en 2018), mais toujours avec une corde à grimper pour accéder au buzzer. Originellement, si le candidat échouait, la corde était coupée et il tombait dans le vide (relié à une ligne de vie). Depuis la création de l'émission, seuls 4 candidats ont réussi à gravir la tour dans le temps imparti, réalisant une victoire complète (完全制覇, kanzenseiha). 

## Règles générales
Durant toute la compétition, chaque candidat ne possède qu'une seule chance pour compléter la totalité de la course, sauf en cas de dysfonctionnement technique. Dans ce cas, le candidat se voit octroyer une seconde chance. 
Sinon, un candidat est définitivement éliminé si :
- il touche l'eau (présente sous chaque obstacle) avec n'importe quelle partie de son corps.
- il n'arrive pas à appuyer sur le buzzer de fin de parcours avant la fin du temps imparti.
- il sort des limites du parcours.
- il commet une infraction (avant les stages, l'arbitre général présente les obstacles et les interdictions).
- il fait part de son abandon (la plupart du temps, à cause d'une blessure).

## Participants
Les premiers participants apportent leur mascotte (petites voitures, habits de travail, tenue de superhéros) ou réalisent de petites chorégraphies d'introduction se finissant souvent par une pose artistique, afin d'impressionner le public en mettant leur corps et leurs aptitudes physiques en valeur ou voulant laisser augurer de leur prétention à la victoire. Les candidats les plus sérieux apparaissent généralement à la fin, notamment les Sasuke All-Stars (Kazuhiko Akiyama, Makoto Nagano, Toshihiro Takeda, Shingo Yamamoto, Bunpei Shiratori, et Katsumi Yamada surnommé « Mr. Sasuke ») et les Sasuke New Stars (Yūji Urushihara, Kōji Hashimoto, Hitoshi Kanno, Naoya Tajima, Jun Sato, Ryo Matachi, et Kazuma Asa).

## Vainqueurs
- Kazuhiko Akiyama (ja), lors de la quatrième édition (octobre 1999), à l'âge de 26 ans.
- Makoto Nagano (en), lors de la 17e édition (octobre 2006), à l'âge de 34 ans.
- Yūji Urushihara (ja) à deux reprises, lors des 24e et 27e éditions (janvier 2010 et octobre 2011), à l'âge de 31 et 33 ans.
- Yūsuke Morimoto (ja) à deux reprises, lors de la 31e édition (juillet 2015), à l'âge de 23 ans et de la 38e édition (décembre 2020), à l’âge de 29 ans.

## Diffusion
Il est diffusé en France dans l'émission Ninja Warrior (sur la chaîne TF1) présenté par les deux animateurs Benjamin Morgaine et Vincent Desagnat, anciens présentateurs du Morning live sur la chaine M6 (fondatrice du groupe comprenant W9). Tout en commentant les épreuves et leurs participants, les présentateurs français parlent pour la plupart du temps de choses n'ayant aucun rapport avec l'émission ayant un effet comique décalé, ce qui rend ce divertissement complètement déjanté et hilarant, plutôt destiné à un public de jeunes adultes. Cependant, la différence des participants dans leur façon d'être et leur âge est visible (20 à 60 ans) ce qui apporte une touche de popularité à l'émission.

## Adaptations
Le jeu est adapté aux États-Unis en 2009 sous le nom American Ninja Warrior (en), et depuis 2015 au Royaume-Uni sous le nom Ninja Warrior UK (en).
Son adaptation française sur TF1, sous le nom de Ninja Warrior : Le Parcours des héros, est diffusée depuis 2016, en juillet. Des adaptations allemande et italienne sont également prévues.
La version américaine est très sportive, alors que la version britannique est plus tournée vers l'humour, la version française étant à mi-chemin entre les deux.